# Борове (Липецька область)
Борове (рос. Боровое) — село в Усманському районі Липецької області Російської Федерації.
Населення становить 365  осіб. Належить до муніципального утворення Боровська сільрада.

## Історія
З 13 червня 1934 до 1954 року у складі Воронезької області. Відтак входить до складу Липецької області.
Згідно із законом від 2 липня 2004 року №114-оз органом місцевого самоврядування є Боровська сільрада.

## Населення
| 2007 | 2010 | 2011 | 2012 | 2013 | 2014 | 2015 |
| ---- | ---- | ---- | ---- | ---- | ---- | ---- |
| 400  | ↘350 | ↗355 | ↘354 | ↘340 | ↗343 | ↗346 |
| 2016 | 2017 | 2018 |      |      |      |      |
| ↘342 | ↗350 | ↗365 |      |      |      |      |